# Herman Ross
Herman Ross, född 18 juli 1672 i Vasa, död 29 oktober 1726 i Åbo, var en svensk borgmästare och riksdagsman.

## Biografi
Herman Ross föddes på 1600-talet. Han blev 1695 student vid Kungliga Akademien i Åbo och verkade sedan som borgmästare i Vasa. Ross var riksdagsledamot för borgarståndet i Vasa vid riksdagen 1719. Han avled 1728.